# Giotto Bizzarrini

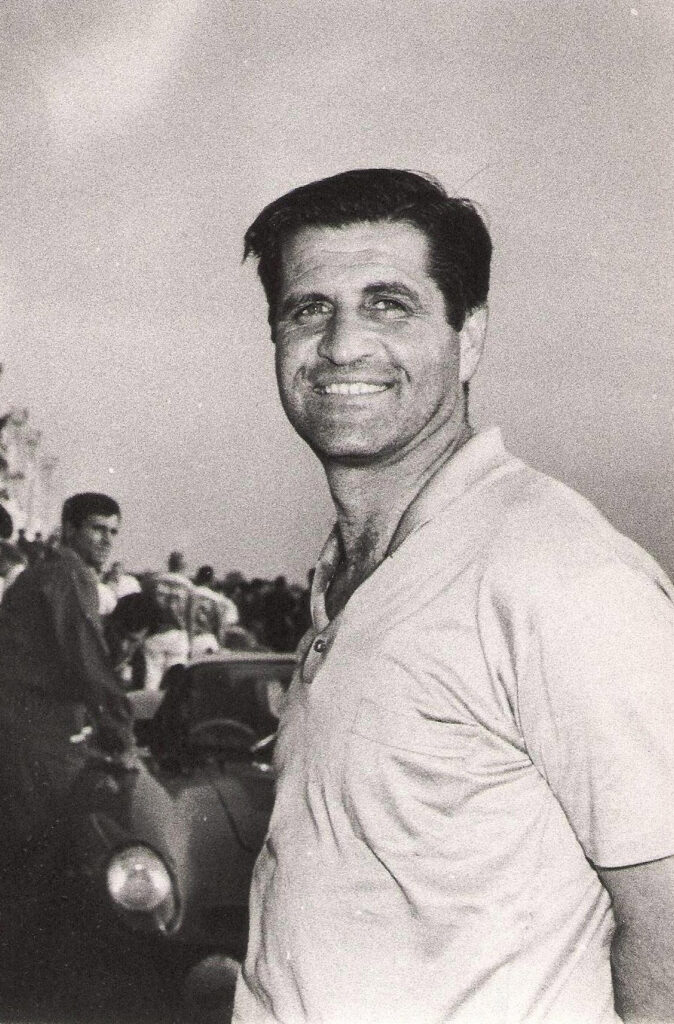
Giotto Bizzarrini in 1966 met op de achtergrond een Bizzarrini auto.

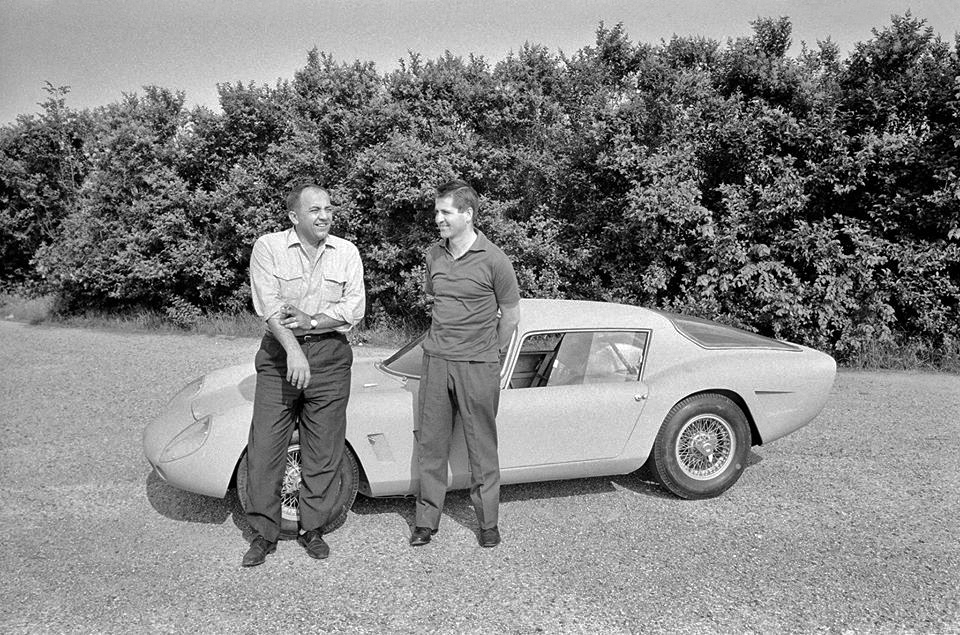
Piero Drogo (links) en Giotto Bizzarrini (rechts) in de jaren 60. Op de achtergrond de ASA 1000 GTC die zij samen creërden

Giotto Bizzarrini (Livorno, 6 juni 1926 – Rosignano, 13 mei 2023) was een Italiaanse autobouwer en oprichter van het automerk Bizzarrini.

## Biografie
Giotto Bizzarrini volgde na de Tweede Wereldoorlog een ingenieursopleiding aan de universiteit van Pisa. Als studie nam hij een Fiat Topolino onder handen en doopte die wagen de Bizzarrini 500. Nadat hij was afgestudeerd, bleef hij nog tot 1954 aan de universiteit werken, tot zijn passie voor auto's hem naar Alfa Romeo dreef. Hij bleef 3 jaar voor Alfa Romeo werken en in 1957 werd hij als ingenieur en testcoureur binnengehaald bij Ferrari. Voor Ferrari ontwierp hij onder andere de 250 GTO en de twaalfcilinder motor van de 250 Testa Rossa racewagen. In 1961 verliet hij Ferrari samen met twee andere ingenieurs na een meningsverschil met grote baas Enzo Ferrari.
Nadat de drie ingenieurs eerst nog probeerden om met ATS zelf een concurrent van Ferrari te ontwikkelen kwam Giotto Bizzarrini in contact met Ferruccio Lamborghini voor wie hij de eerste Lamborghini V12 ontwikkelde. In 1962 ging hij samenwerken met Renzo Rivolta om samen met diens ingenieurs de eerste Iso auto's te ontwikkelen. Giotto Bizzarrini's droom was echter om racewagens te bouwen, terwijl Renzo Rivolta meer zag in productiewagens. Op basis van de voor Iso ontworpen Grifo A3 begon hij zijn eigen Grifo A3/C te ontwikkelen, een competitieversie van de Iso Grifo. Het automerk Bizzarrini was geboren.
Bizzarrini overleed op 96-jarige leeftijd.
- Gemeinsame Normdatei: 130289140
- International Standard Name Identifier: 0000 0001 1500 0167
- Library of Congress Control Number: nb2005014877
- Istituto Centrale per il Catalogo Unico: MODV681269
- Virtual International Authority File: 164707392
- WorldCat: E39PBJxMpm6TkpkQd7pyRVpQMP